# Карашур (Можгинський район)
Карашу́р (рос. Карашур) — присілок в Можгинському районі Удмуртії, Росія.
Урбаноніми:
- вулиці — Зарічна, Миру, Польова, Праці

## Населення
Населення — 269 осіб (2010; 328 в 2002).
Національний склад станом на 2002 рік:
- удмурти — 97 %